# Карелин, Андрей Осипович
Андре́й О́сипович Каре́лин (4 [16] июля 1837, Солдатская слобода, Тамбовская губерния — 31 июля [13 августа] 1906, Нижний Новгород) — русский художник, фотограф, один из основоположников жанра художественной фотографии в России, а также крупный коллекционер, общественный деятель и знаток русских древностей. Член Русского фотографического общества.
Получив образование живописца в Императорской Академии художеств, Карелин успешно соединил искусство и фотографическую технику. Он стал известен благодаря своим жанровым сценам и групповым портретам («комнатные группы»), отличавшимся сложной композицией и мастерской работой со светом в реальных интерьерах. Карелин разработал и усовершенствовал собственный фотографический метод, основанный на использовании объективов с большой глубиной резкости и технике печати с двух негативов, что позволяло добиваться особой мягкости и пластичности изображения. Его работы получили высшие награды на международных выставках, принеся ему мировую славу.

## Биография

### Ранние годы и образование
Родился 4 (16) июля 1837 года в Солдатской слободе (ныне село Селезни) Тамбовской губернии. Был внебрачным сыном помещика и государственной крестьянки Татьяны Ивановны Карелиной. Благодаря поддержке мецената был отправлен на учёбу.
В 1847 году был отправлен в Тамбов на обучение иконописи. В 1857 году поступил в Императорскую Академию художеств в Санкт-Петербурге, где обучался в классах исторической и портретной живописи. В 1864 году окончил обучение, получив звание свободного неклассного художника.

### Кострома и переезд в Нижний Новгород
В 1865 году переехал в Кострому, а в 1866 году, после смерти первой жены, — в Нижний Новгород. Здесь в 1869 году он открыл на Осыпной улице собственную мастерскую «Фотография и живопись». Вскоре его ателье стало чрезвычайно популярным; имя Карелина даже включали в путеводители по Волге в графу «Нижегородская известность».

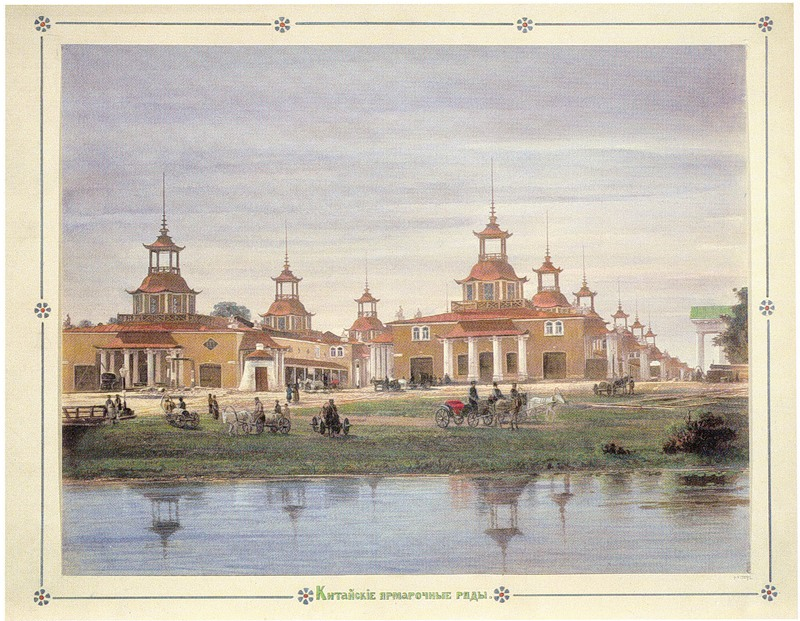
Китайские ярмарочные ряды. Акварель по фотоотпечатку. А. О. Карелин, И. И. Шишкин

### Расцвет творчества и последние годы
1870-е — 1880-е годы стали периодом расцвета творчества Карелина. В 1870 году по заказу нижегородского губернатора к 15-летию царствования Александра II Карелин подготовил фотоальбом с видами города. Не будучи уверенным в своих силах как колорист, он пригласил для раскрашивания снимков акварелью пейзажиста Ивана Шишкина. По свидетельству современников, альбом понравился императору, а для Шишкина этот цикл работ остался единственным в акварельной технике за всю его карьеру.
Карелин активно участвовал в международных выставках, где его работы получали высшие награды. В 1876 году был удостоен звания «Фотограф Императорской Академии художеств», в 1878 году его приняли в члены Французской национальной академии искусств, а в 1879 году император Александр III пожаловал ему золотую медаль.
В последние годы жизни Карелин столкнулся с финансовыми трудностями и был вынужден распродать свою уникальную коллекцию.
Скончался 31 июля (13 августа) 1906 года. Был похоронен на кладбище Крестовоздвиженского женского монастыря. В 1950-х годах, в связи с ликвидацией некрополя, прах фотографа был перенесён на Бугровское кладбище (11-й квартал).

## Общественная и просветительская деятельность
Карелин играл заметную роль в культурной жизни Нижнего Новгорода. Около 30 лет он руководил частной рисовальной школой, в которой преподавал вплоть до своей смерти, причём нуждающихся учеников обучал бесплатно.
В 1886 году он стал организатором первой в истории России провинциальной художественной выставки, устроенной силами местных художников. Карелин принял участие в создании Нижегородского историко-художественного музея, одним из основателей которого стал его сын Андрей. На открытии музея в 1896 году присутствовали император Николай II и императрица Александра Фёдоровна.

## Творческий метод и фотографическое наследие

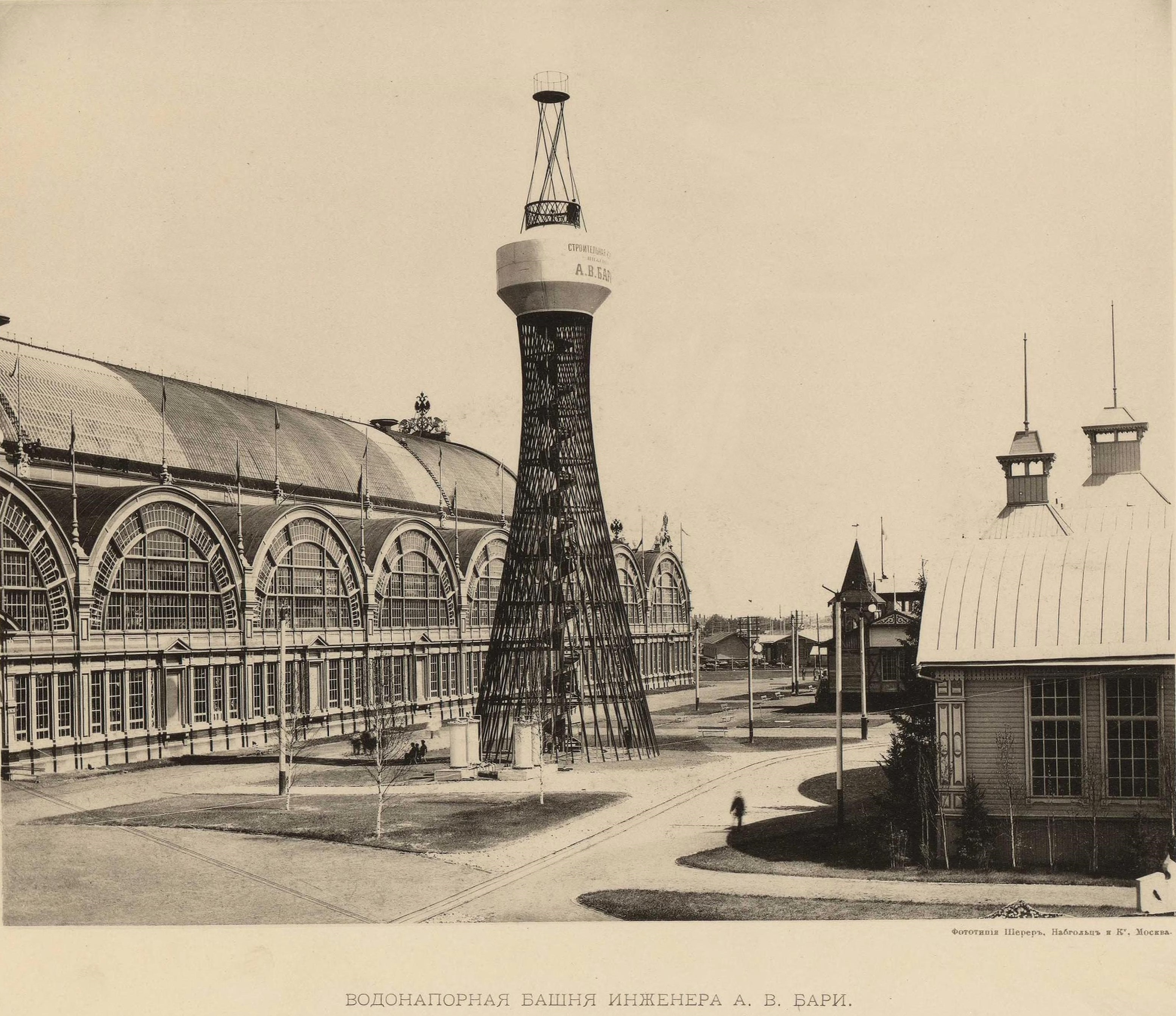
Первая в мире гиперболоидная башня В. Г. Шухова на Всероссийской выставке 1896 года. Фото А. О. Карелина

Мировая известность пришла к Карелину в 1876 году на выставке в Эдинбурге, где две его работы, «Девушки с альбомами» и «Супруги Зеленецкие», были признаны лучшими среди 6000 экспонатов и удостоены золотой медали.

### Технические инновации
Карелин стремился приблизить фотографию к живописи. Ключевыми особенностями его метода были:
- Использование длиннофокусных объективов. Применяя добавочные линзы, он добивался большой глубины резкости, что позволяло получать чёткие групповые портреты на пространстве до 7 метров[8].
- Техника печати с двух негативов. Усовершенствованный им метод позволял совмещать при печати два негатива с разной степенью резкости для достижения художественной мягкости и пластичности изображения[12].

### Художественная стилистика и критическая оценка
Наибольший успех Карелину принесли «комнатные группы» — постановочные жанровые сцены в реальных интерьерах с участием до 6-7 человек. Он отказался от условных студийных декораций, используя естественный свет и бытовую обстановку для создания достоверной атмосферы.
Некоторые исследователи считают, что Карелин, будучи консерватором в живописи, в фотографии интуитивно предвосхитил стилистику модерна. В его работах отмечают упрощение фона, декоративность и использование света для лепки формы, подобно широким мазкам краски. Критики из проекта ИА REGNUM полагают, что Карелин использовал «уничтожающий реализм фотокарточек», чтобы с педантичной точностью воспроизводить и тиражировать жанровые сцены в духе передвижников, опережая художников в демократизации искусства.

## Живописное творчество
На протяжении всей жизни Карелин совмещал фотографию с живописью, писал заказные портреты и иконы. Оценки его живописного наследия противоречивы. По мнению современника В. Ликина, качество его работ пострадало из-за спешных заказов по фотографиям. Некоторые современные критики высказывают радикальное мнение о живописи Карелина как о «художественно бездарной».

## Коллекционирование и изучение старины
Карелин был одним из крупнейших в России коллекционеров и знатоков старины. Он являлся активным деятелем Нижегородской губернской учёной архивной комиссии. Его экспертизой пользовались знаменитые собиратели П. И. Щукин и А. П. Бахрушин.

## Семья
Первая жена — Евгения Никитична Макаренко.
Вторая жена — Ольга Григорьевна Лермонтова (1846—1918), родственница М. Ю. Лермонтова, художница.
Дети: Андрей Андреевич Карелин (1866—1928), ставший художником и искусствоведом; дочери Людмила, Ольга и Татьяна, также занимавшиеся живописью.

## Наследие и ученики
Карелин оставил после себя не только богатое творческое наследие, но и целую школу последователей. Одним из самых известных его учеников был Максим Дмитриев, который работал в ателье Карелина с 1882 года. Впоследствии Дмитриев стал выдающимся фотографом, а образы представителей «золотой роты» (босяков, крестьян), запечатлённые им, использовал в своём творчестве писатель Максим Горький, в частности в пьесе «На дне».

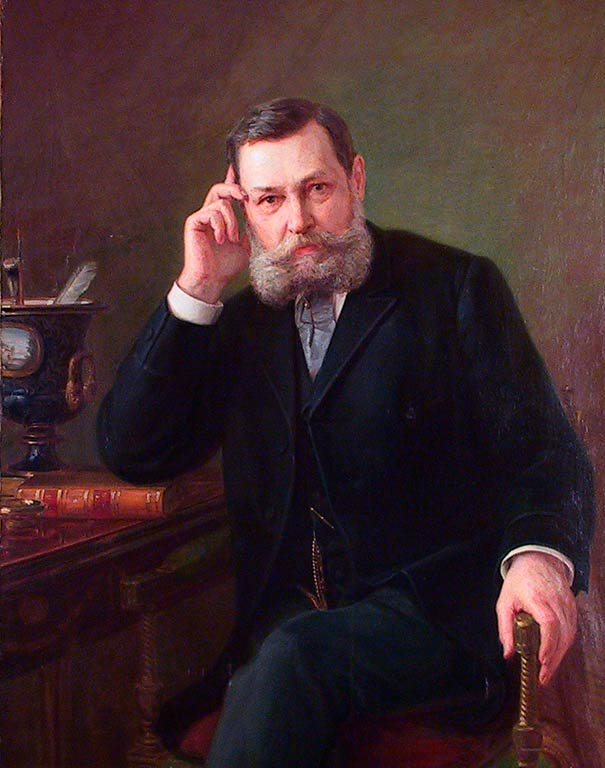
Портрет Никанора Ивановича Васильева
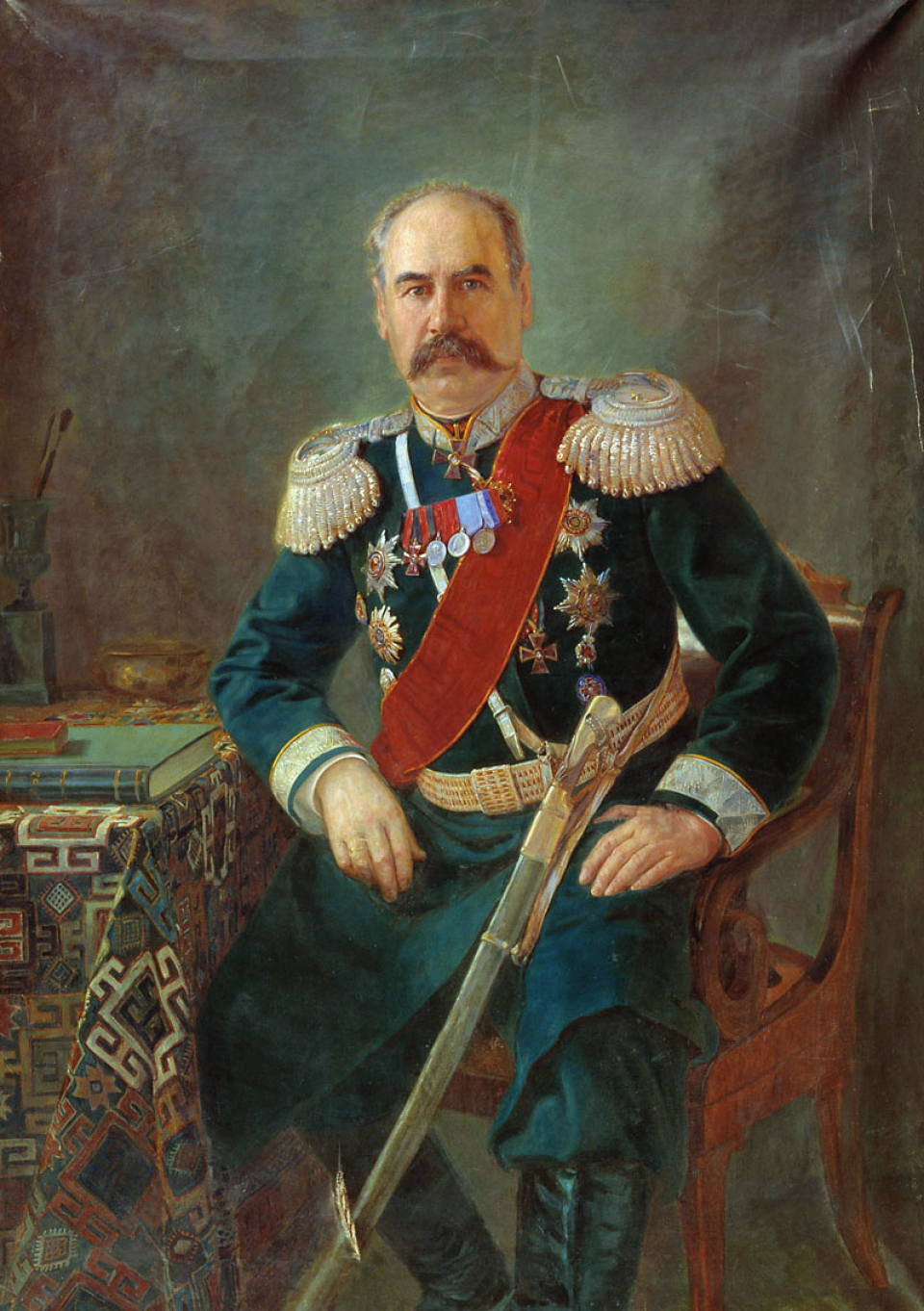
Портрет губернатора Павла Фёдоровича Унтербергера
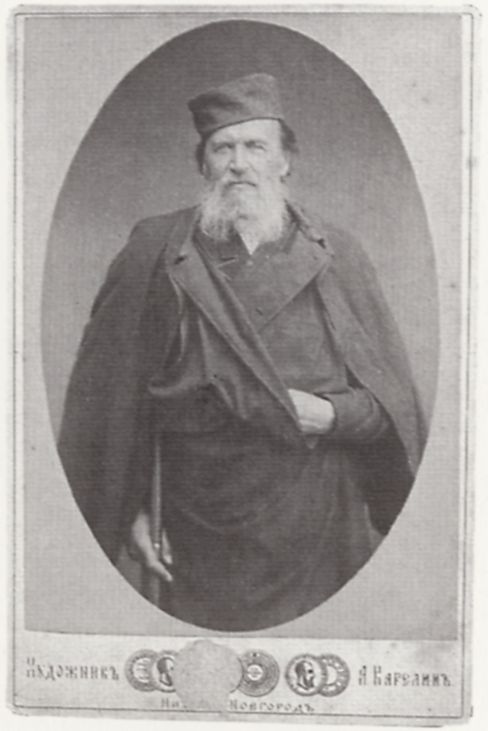
Фотография Владимира Галактионовича Короленко
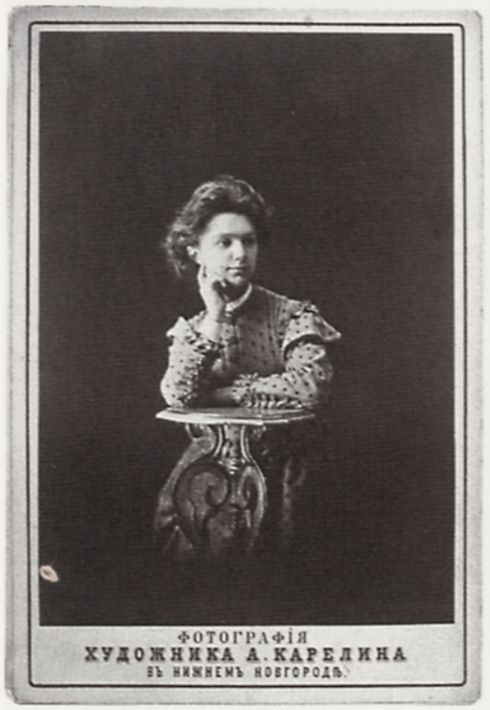
Портрет Ольги Григорьевны Карелиной, второй жены фотографа

## Память
В Нижнем Новгороде установлены две мемориальные доски:
- на доме, где проживал Карелин (улица Варварская, 8);
- на доме, где располагалась его мастерская (улица Пискунова, 9а).